# Christian Rietschel
Christian Rietschel (* 5. März 1908 in Sachsendorf bei Wurzen; † 3. September 1997 in Bad Salzuflen) war ein deutscher Schriftsteller und Kunsthistoriker, Grafiker und evangelischer Theologe. Er war der Urenkel des Bildhauers Ernst Rietschel.

## Leben

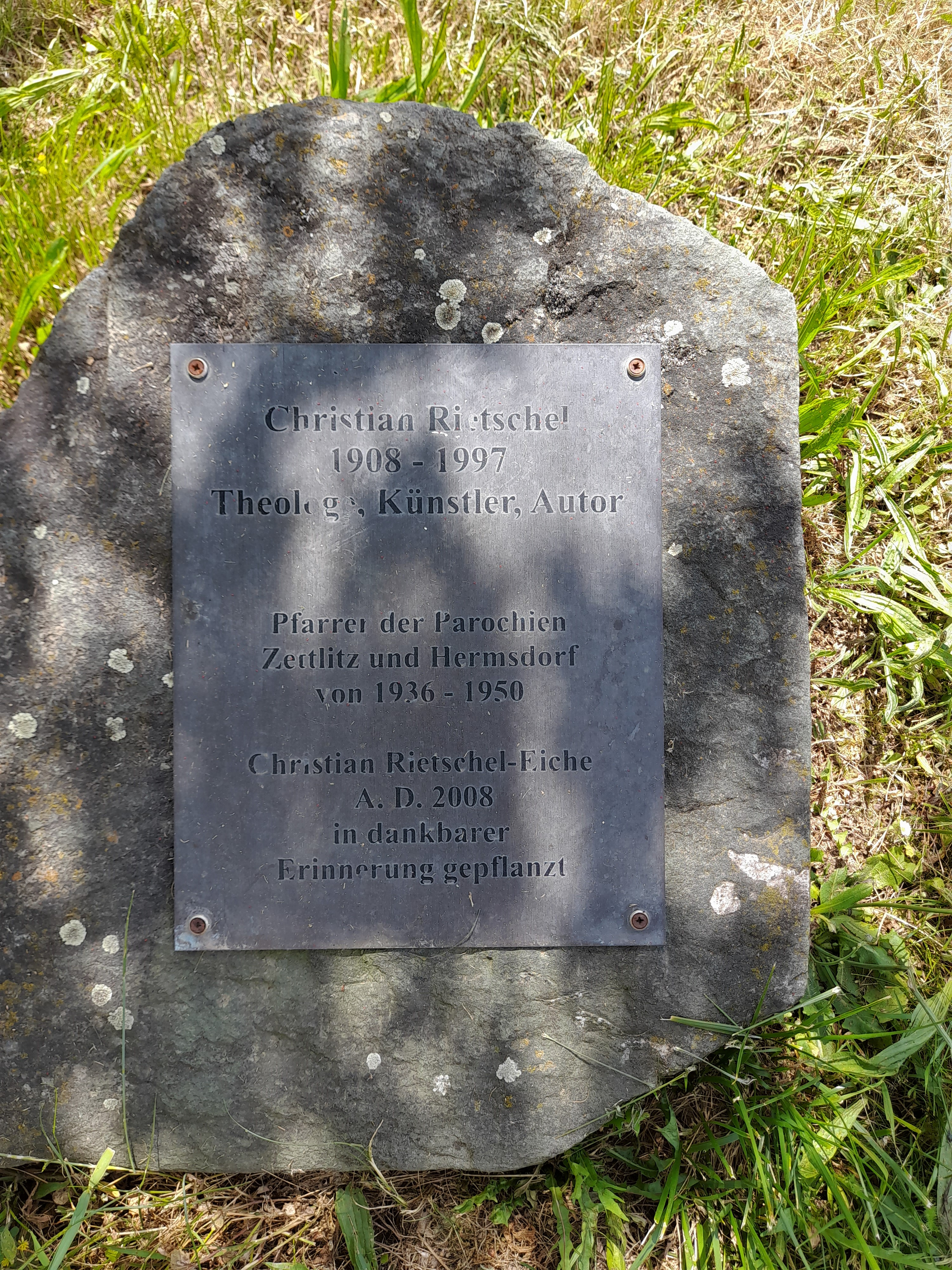
Christian-Rietschel-Eiche (Zettlitz), Infotafel

Rietschel, der Sohn des Pfarrers Lic. Ernst Rietschel, legte 1927 seine Reifeprüfung an der Fürsten- und Landesschule Grimma ab. Von 1927 bis 1931 studierte er in Leipzig und Berlin Grafik und Malerei bei Walter Tiemann und Emil Rudolf Weiß. Eine Studienreise führte ihn nach Frankreich und Italien.
Anschließend studierte er bis 1935 Theologie in Wien, Tübingen und Marburg.
Sein Lehrvikariat legte Rietschel beim Kunstdienst der evangelischen Kirche in Berlin ab. Ab 1936 arbeitete er im Pfarrdienst, seine Ordination erhielt er in Zettlitz bei Rochlitz. Ab 1941 wurde er zum Militärdienst eingezogen und geriet nach Kriegsende in Gefangenschaft.
Von 1949 bis 1973 war er der Chefredakteur der in Radebeul herausgegebenen Kirchenzeitung Der Sonntag. 1950 wurde er zudem zum Leiter des Kunstdienstes der Evangelisch-Lutherischen Landeskirche Sachsens berufen sowie zum Mitglied des Arbeitsausschusses des Evangelischen Kirchbautags. Seine Dienstwohnung erhielt er im Minckwitzschen Weinberghaus in Radebeul-Niederlößnitz.
Eine künstlerische Zusammenarbeit gab es für einige Zeit mit der Schillingschen Glockengießerei in Apolda: In Abstimmung mit Glockengießermeister Franz Schilling gestaltete Christian Rietschel 1959 den Schmuck für eine Glocke des Meißner Doms – und weckte damit nachhaltig Franz Schillings Interesse für die fast vergessene Technik der Glockenritzzeichnung.

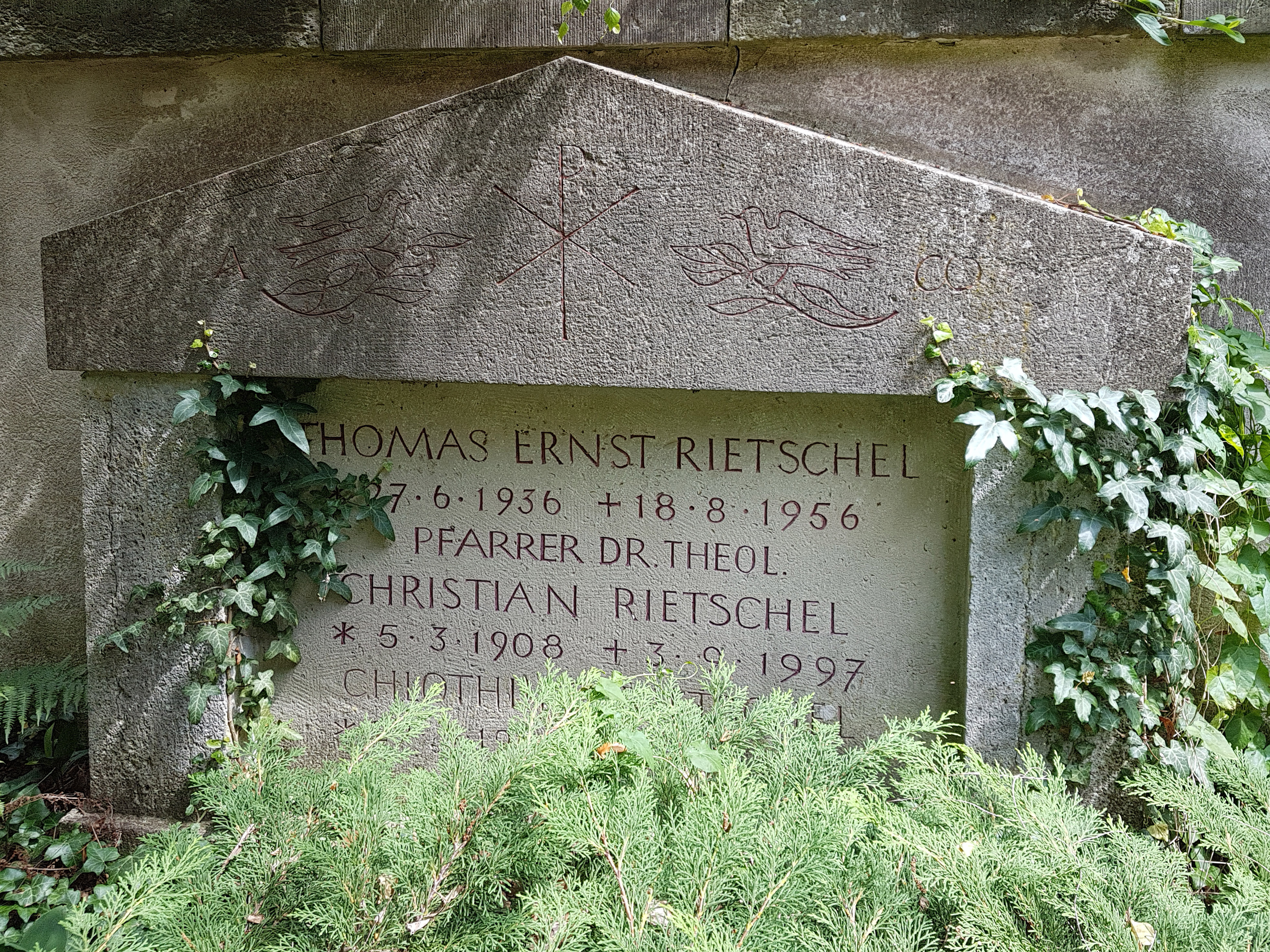
Grabstätte Christian Rietschel auf dem Hauptfriedhof Radebeul-West

1960 erfolgte Rietschels Promotion zum Dr. theol. bei der Theologischen Fakultät der Karl-Marx-Universität in Leipzig, im folgenden Jahr wurde er Mitglied im Kuratorium des Instituts für Kirchenbau und kirchliche Kunst der Gegenwart in Marburg.
1967 erfolgte seine Berufung in das Domkapitel des Hochstifts Meißen.
1973 siedelte Rietschel nach Bad Salzuflen über, wo er 1997 verstarb.
Rietschel wurde auf dem Friedhof Radebeul-West neben seinem früh verstorbenen Sohn beerdigt.

## Werke
Rietschel schuf zahlreiche Wandmalereien, kirchliche Plakate und Buchillustrationen, aber auch Glockenschmuck und liturgische Gewänder, so in den 1960er Jahren die Stiftsherrenmäntel des Meißner Domkapitels. Rietschel ist Autor unzähliger, vor allem kunsthistorischer Werke. Daneben ist er auch Herausgeber mehrerer Auflagen der Erinnerungen aus meinem Leben seines Urgroßvaters, des Bildhauers Ernst Rietschel.
1961 stiftete Rietschel aus Anlass eines schweren Unfalls der Kötzschenbrodaer Friedenskirche die Entwürfe für die 35 farbigen Glasbilder in den Altarfenstern.